# 斉藤こずゑ
斉藤こずゑ（さいとう こずえ、1970年10月7日 - ）は、北海道札幌市出身のラジオパーソナリティ。

## 経歴
血液型はA型。札幌市立中沼小学校、札幌市立丘珠中学校、北海道札幌東陵高等学校、札幌大学女子短期大学部卒業。愛称は「こず姉」や「こず」。
HBCラジオの中継車（ラジオカー）「トピッカー」のレポートドライバーを経て、同局番組が主な活動の場となっている。

## エピソード
- 同じくHBCラジオでパーソナリティを務める田村美香、小橋亜樹と三人で、最初は「HBCの3美人」となっていたが、のちに、HBC三馬鹿トリオと称され、YASUが休みの時のカーナビラジオの代打を務めた（通称「女だらけのカーナビラジオ」）のだが、小橋の OFFICE CUE入社の頃から三馬鹿トリオの呼称はあまり使われなくなった。
- 北海道日本ハムファイターズの鶴岡慎也のファンであり、ファイターズ1位通過のときのビールかけで、その場の勢いにまかせて「好きです」と言ってしまった。
- 2008年6月13日にノルベサ内の「ヒルマンズ・ハングアウト」から「ファイターズDEナイト!」の公開生放送を行う際、前夜からCM明けのジングルに参加した山内要一、岩本勉、大宮龍男、果てはサプライズゲストの盛田幸妃までの行動を完全に予測したコメントを前夜のうちに用意する離れ業を見せ、山内をあきれ笑いさせた。また、盛田に爆弾発言をけしかけるなど時折番組内で見せる黒幕的なキャラも見せている。また、2009年6月4日にもヒルマンズ・ハングアウトからの生中継が行われ、出演していた岩本勉の行動を予測したジングルを放送した。
- 2008年8月14日、札幌ドームでのファイターズ戦では、自身もマイクをつけた状態で、実況席からの指示をイヤホンで聞きながら始球式をつとめたが、大暴投となり、その日ベンチリポーターだった川畑恒一からは「今まで見た始球式で1番ひどい」と言われてしまった。
- カーナビ紅白歌合戦では、毎回コスプレ衣装で登場している。
- 「雰囲気（ふんいき）」を「ふいんき」、「手稲」を「てーね」と言う。
- 好きな食べ物は海老。幼少時の記憶から、生ハムを「ご馳走」と思っている。
- 2008年10月5日にHBCのとあるディレクターと入籍したことを、7日のファイターズDEナイト!冒頭で発表した。夫は2016年現在、『気分上昇ワイド ナルミッツ!!!』を担当している。
- 往年の名子役「斉藤こず恵」とほぼ同姓同名のため、「本人ですか?」とよく聞かれる。別人だがあまりにも多いのでめんどうくさくなって「そうです」と答えることもあると言う。
- 2022年2月19日、MBSラジオ『Mラジ・パリーグレディオ』にて関西初進出（リモート出演）。

## レギュラー番組
- ファイターズDEナイト!
  - サタデー ファイターズDEナイト!
  - こずゑの速報!ファイターズDEナイト!!
- プロ野球三都物語

## 過去のレギュラー番組
- 札大ラジオキャンパス!
- いつも心に歌謡曲
- BIG Catch On
- カーナビラジオ午後一番!（現在でもYASUまたは山根あゆみが休みのときは、代理として出演することがある）
- ウィークデーナイトは遊ばないと!
- 嶋淳一・斉藤こずゑ シマっていこうぜ!

## 連載
- 財界さっぽろ「斉藤こずゑのファイターズじゃないと!!」
- 文春オンライン「文春野球コラム」